# 柴山智加
柴山 智加（しばやま ともか、1972年10月1日 - ）は、日本の女優。亜細亜大学卒業。
愛知県生まれ。TMエンタテインメントに所属している。

## 来歴・人物
4歳の頃からCM等子役として出演。
1991年映画『ふたり』に長谷部真子役で出演しデビュー。『はるか、ノスタルジィ』、『青春デンデケデケデケ』など大林宣彦作品に出演し、大林は「大林映画の象徴的存在」と述べる。舞台では、『SOULFUL SOUL』『バカの王様』など泪目銀座の作品に出演する。
2002年に大学時代からの友人であった男性と結婚。子育てによる活動休止を経て、2018年6月より再開した。
身長159cm、体重48kg。スリーサイズB83cm、W64cm、H88cm。靴のサイズ22.5cm。
特技は日本舞踊、趣味はスキー。

## 出演

### 映画
- ふたり（1991年） - 長谷部真子 役
- 青春デンデケデケデケ（1992年）
- はるか、ノスタルジィ（1993年）
- 展望台のある島(16mm)（1994年）
- SADA〜戯作・阿部定の生涯（1998年）
- 風の歌が聴きたい（1998年）
- 淀川長治物語 神戸編 ~サイナラ~（1999年）
- 理由（2004年）
- その日のまえに（2008年）
- 野のなななのか（2014年）

### 舞台
- SOULFUL SOUL（泪目銀座、1998年5月12日-17日、THEATER/TOPS）
- バカの王様（泪目銀座、1998年9月9日-20日、中野ザ・ポケット）
- サニー・コースト・セレナーデ（泪目銀座、1999年3月17日-24日、全労済ホールスペース・ゼロ）
- 夢から覚めても～今世紀最大のうたた寝～（泪目銀座、2000年3月11日-4月2日、紀伊國屋ホール）
- LOVER SOUL（泪目銀座、2001年9月21日-11月14日、THEATER/TOPS）
- JAM vol.1 はじめまして（JAM、2002年6月17日、麻布 die platze）
- 創る奴ら（The mix party、2003年5月26日-6月1日、「劇」小劇場）
- はなび（下町ダニーローズ、2006年6月13日-18日、theatre iwato）
- ヴェニスの商人?（下町ダニーローズ、2007年6月、アイピット目白）
- あした（下町ダニーローズ、2008年6月10日-15日、新宿紀伊国屋ホール）

### テレビドラマ
- 新・熱中時代宣言（1986年、日本テレビ）
- 月影兵庫あばれ旅 第11話 「極楽太鼓が鳴る地獄」（1989年、テレビ東京）
- 続続・三匹が斬る! 第10話「怪盗ムツゴロウ、祭囃子を聞いて死ね!」（1990年3月15日、テレビ朝日） - おすみ 役
- ふたり （1990年11月9日・16日、NHK） - 長谷部真子 役
- 女子高生!キケンなアルバイト（1991年、TBS）
- 映画みたいな恋したい「すてきな片想い」（1992年3月7日、テレビ東京）
- 北の国から 92巣立ち（1992年5月23日、 フジテレビ） - 純の小学校時代の同級生 役
- 柴門ふみセレクション「ふしだらなシンデレラたち」（1992年10月12日、テレビ朝日）
- はるか、ノスタルジィ（1992年10月25日、WOWOW） - 公園の女学生 役
- 腕におぼえあり 第2シリーズ（1992年11月13日、NHK） - おもと 役
- 紅い稲妻 人見絹枝 （1992年11月22日、毎日放送） - 陸上部の女子高生 役
- NHKドラマ新銀河「トーキョー国盗り物語」（1993年、NHK）
- 平成5年夏、生まれた町で（1993年、中京テレビ） - 児島宏美 役
- お助け同心が行く! 第2話「毒薬と小町娘」（1993年4月16日、テレビ東京）
- はだかの刑事 （1993年8月6日 - 9月24日、日本テレビ） - 竹山婦警 役
- 月曜ドラマスペシャル（TBS）
  - 「サクラサク！おかあさんは女子大生」（1993年11月8日）
  - 「ひとさらい」（1995年1月30日）
- 名奉行 遠山の金さん 第6シリーズ 第22話「還暦祝い毒殺事件」（1995年1月12日、テレビ朝日） - おきよ 役
- NHK大河ドラマ「八代将軍吉宗」（1995年、NHK） - 久乃 役
- ドラマ30「にっぽん国恋愛事件」（1995年、TBS）
- 三毛猫ホームズシリーズ（テレビ朝日）
  - 第1作「三毛猫ホームズの推理 女子大寮連続殺人！密室トリックの謎！」（1996年9月23日） - 三崎寛子 役
  - 第2作「三毛猫ホームズの黄昏ホテル 豪華リゾート連続殺人事件！パーティー招待客7人の中に真犯人がいる…ピアノに殺人トリック」（1998年2月21日） - 寺田光枝 役
- おごるな上司（1996年、NHK BS-2）
- 裸の大将放浪記 最終話「清オーレ!最後の放浪」（1997年1月2日、関西テレビ）
- 土曜ワイド劇場 花の京都・美人姉妹の推理「向日葵は死のメッセージ」（1997年7月12日、テレビ朝日） - 松山冬美 役
- 暴れん坊将軍VIII 第7話「美しき婚約者の悩み」（1997年10月25日、テレビ朝日） - 早苗 役
- 淀川長治物語 神戸篇 サイナラ（1999年11月7日、テレビ朝日） - おきぬ 役
- 愛をください 第6話「誰とでもうまくやれるコウモリ」（2000年8月9日、フジテレビ）
- 東京庭付き一戸建て 最終話「家族は一緒に!!ガンコ親父最期の叫び!!」（2002年9月4日、日本テレビ）
- ナイトホスピタル〜病気は眠らない〜 第6話「子どもの病気と落とし穴」（2002年11月18日、よみうりテレビ） - 矢島加代子 役
- 芸術劇場「蕎麦屋の噺」（2003年7月13日、福島三郎作、NHK教育）
- 理由（2004年4月29日、WOWOW） - 三田ハツエの孫 役
- 離婚弁護士II〜ハンサムウーマン〜 第3話「離婚詐欺」（2005年5月3日、フジテレビ） - 柳田の妻 役
- SP 警視庁警備部警護課第四係 第2～4話（2007年11月10日 - 11月24日、フジテレビ） - 加藤咲枝 役
- ディア・ペイシェント〜絆のカルテ〜 第6回（2020年8月21日、NHK総合） - 久我山慶子 役
- アイドル誕生 輝け昭和歌謡（2023年12月1日、NHK BSプレミアム4K / 2024年1月2日、NHK BS）

### CM
- サンヨー食品 「サッポロ一番」、「東京ラーメンこれだね」
- 資生堂
- 福武書店 「進研ゼミ」
- 日清製粉グループ HAPPY MENU TO YOU!（ハッピーメニューレストラン篇）（2020年）

### バラエティ
- しゃべくり007(2022年10月10日)日本テレビ